# Notre-Dame-de-Vaulx
Notre-Dame-de-Vaulx é uma comuna francesa na região administrativa de Auvérnia-Ródano-Alpes, no departamento de Isère.